# Stroudia juvenilis
Stroudia juvenilis är en stekelart som beskrevs av Giordani Soika 1976. Stroudia juvenilis ingår i släktet Stroudia och familjen Eumenidae. Inga underarter finns listade i Catalogue of Life.